# VII. Ptolemaiosz
VII. Ptolemaiosz Neosz Philopatór (görögül Πτολεμαίος Νέος Φιλοπάτωρ, Kr. e. 152 – Kr. e. 142 augusztusa), az ókori Egyiptom hetedik királya a Ptolemaidák közül Kr. e. 145-től haláláig, VI. Ptolemaiosz és húga, II. Kleopátra gyermeke volt.

## Élete
Amikor édesapja Kr. e. 145-ben elesett Szíriában, édesanyjával közösen lépett Egyiptom trónjára, egyúttal Ciprust is uralta. Rövidesen Küréné királya, a VII. Ptolemaiosz apjával szemben is gyakorta ellenséges nagybácsi, VIII. Ptolemaiosz ragadta el a Nílus-völgyi országot, feleségül véve sógornőjét, egyben húgát, II. Kleopatrát, annak fiát pedig hamarosan meggyilkoltatta.